# Jazno (gmina)
Jazno (pocz. Jamno) – dawna gmina wiejska istniejąca do 1945 roku w woj. nowogródzkim/Ziemi Wileńskiej/woj. wileńskim w Polsce (obecnie Białoruś). Siedzibą gminy było Jazno (243 mieszk. w 1921 roku).
Na samym początku okresu międzywojennego gmina Jazno należała do powiatu dziśnieńskiego w woj. nowogródzkim. 13 kwietnia 1922 roku gmina wraz z całym powiatem dziśnieńskim została przyłączona do Ziemi Wileńskiej, przekształconej 20 stycznia 1926 roku w województwo wileńskie.
11 kwietnia 1929 roku do gminy Jazno przyłączono części obszaru gmin Mikołajów, Prozoroki i zniesionej gminy Czerniewicze, natomiast część obszaru gminy Jazno włączono do gminy Łużki. 
Po wojnie obszar gminy Jazno został odłączony od Polski i włączony do Białoruskiej SRR.

## Demografia
Według Powszechnego Spisu Ludności z 1921 roku gminę zamieszkiwało 9 195 osób, 1 428 było wyznania rzymskokatolickiego, 7 660 prawosławnego, 2 ewangelickiego, 2 greckokatolickiego, 102 mojżeszowego a 1 mahometańskiego. Jednocześnie 4 361 mieszkańców zadeklarowało polską przynależność narodową, 4 715 białoruską, 85 żydowską, 28 rosyjską, 6 litewską. Było tu 1 471 budynków mieszkalnych.